# 巴雷冰川
巴雷冰川（英語：Barré Glacier），是南極洲的冰川，位於阿黛利地，長9公里、寬9公里，終點在佩平角以東，根據美國海軍拍攝的空中照片繪入地圖，現時由南極條約體系管理。